# 釜山—金海轻电铁 (企业)
釜山－金海輕電鐵株式會社（：／ Busan-Gimhae Gyeongjeoncheol jusik hoesa */?）是大韩民国庆尚南道金海市的一間股份有限公司，负责管理和运营釜山－金海轻电铁。

## 历史
- 2003年1月13日 - 成立。